# Голубев-Крицер, Яков Григорьевич
Яков Григорьевич Голубев-Крицер (24 апреля 1904 года, Алёшки, ныне Херсонская область — 1 июня 1973 года, Москва) — советский военный деятель, полковник (1942).

## Начальная биография
Яков Григорьевич Голубев-Крицер родился 24 апреля 1904 года в Алёшках ныне Херсонской области.

## Военная служба

### Гражданская война
В апреле 1919 года Голубев-Крицер был призван в ряды РККА и направлен красноармейцем в 3-й Интернациональный стрелковый полк в Херсоне. С августа 1919 года находился в госпитале по болезни, и с марта 1920 года служил красноармейцем комендантского управления в Николаеве и принимал участие в боях на Украинском фронте, а также ликвидации повстанцев на Украине.
В ходе советско-польской войны Голубев-Крицер с августа 1920 года воевал на Западном фронте в составе 90-го стрелкового полка 30-й бригады 10-й стрелковой дивизии, принимал участие в наступлении на Варшаву, а затем в оборонительных боях под Пинском. В ноябре 1920 года сражался с вооруженными соединениями под командованием генерала С. Н. Булак-Балаховича под Мозырем.

### Межвоенное время
С января 1921 года Голубев-Крицер служил красноармейцем в Политическом управлении 6-й армии Южного фронта, затем в 151-м стрелковом полку 51-й стрелковой дивизии в Одессе.
С сентября 1923 года был курсантом Харьковской школы Червонных старшин, по окончании которой в сентябре 1926 года был назначен на должность командира взвода 300-го стрелкового полка 100-й стрелковой дивизии Украинского военного округа. С ноября 1928 года был слушателем отдела физического образования Ленинградской высшей военно-педагогической школы, по окончании которой с сентября 1929 года последовательно назначался на должности командира стрелкового взвода, командира взвода полковой школы и командира роты 300-го стрелкового полка 100-й стрелковой дивизии, в июне 1933 года — на должность инструктора физической подготовки 90-й стрелковой дивизии Украинского военного округа, в марте 1935 года — на должность помощника начальника штаба 286-го стрелкового полка, а затем — на должность начальника штаба 287-го стрелкового полка 96-й стрелковой дивизии Киевского военного округа.
С июня 1939 года Голубев-Крицер учился в Военной академии имени М. В. Фрунзе.

### Великая Отечественная война
В июле 1941 года Голубев-Крицер был отозван из академии и назначен на должность начальника штаба 272-й стрелковой дивизии, действовавшей в составе Северного фронта на петрозаводском направлении. Принимал участие в обороне Петрозаводска. В марте 1942 года был назначен на должность начальника штаба 114-й стрелковой дивизии 7-й армии, а в сентябре 1942 года — на должность начальника штаба 4-го стрелкового корпуса, ведшего оборону на реке Свирь, а затем участвовавшего в ходе Свирско-Петрозаводской операции. С 12 ноября по 30 декабря 1944 года исполнял должность командира 4-го стрелкового корпуса, находившегося в резерве Ставки ВГК, а затем в составе Беломорского военного округа. В январе 1945 года был назначен на должность начальника штаба 4-го стрелкового корпуса.

### Послевоенная карьера
С окончанием войны полковник Яков Григорьевич Голубев-Крицер находился на прежней должности. В июле 1946 года был назначен на должность начальника оперативного отделения — заместителя начальника штаба 79-го гвардейского стрелкового корпуса.
В сентябре 1946 года Голубев-Крицер был прикомандирован к Военной академии имени М. В. Фрунзе для использования на преподавательской работе: в октябре 1946 года был назначен на должность преподавателя по оперативно-тактической подготовке, а в октябре 1949 года — на должность старшего преподавателя кафедры общей тактики.
В октябре 1955 года полковник Яков Григорьевич Голубев-Крицер вышел в отставку. Умер 1 июня 1973 года в Москве.

## Награды
- Орден Ленина;
- Орден Красного Знамени;
- Орден Красного Знамени;
- Орден Красного Знамени;
- Медали[1]:
  -  Медаль 20 лет РККА
  - и другие.